# The Celluloid Closet (essai)
The Celluloid Closet (Le Placard de celluloïd ou L'Œil ouvert au Québec) est un essai de Vito Russo, publié en 1981, puis dans une version modifiée en 1987.

## Sujet
Le livre montre comment le cinéma hollywoodien a évoqué le thème de l’homosexualité, comment cette représentation a évolué au fil des ans et comment, en retour, elle a influencé la perception de l’homosexualité par le grand public.